# 奥村氏
奥村氏（おくむらし）は、武家・士族・華族だった日本の氏族。江戸時代の加賀金沢藩年寄八家を二家出し、維新後には両家とも士族を経て華族の男爵家に列した。

## 歴史
尾張以来の前田家家臣で前田利家・利長・利常の3代に仕えた奥村永福を祖とする。永福は天正12年に能登国末森城を守って佐々成政の軍勢を撃退したことで知られる。
永福の嫡流の奥村宗家は加賀金沢藩で1万7000石を食み、永福の次男易英を祖とする支家もそれとは別に1万2000石を食んだ。いずれも加賀金沢藩で「八家」と呼ばれる家だった。八家は陪臣ながら御三家家老などと同様に4名に官位（諸大夫成）が許されており、奥村宗家からは有輝が従五位下伊予守、修古が丹後守、尚寛が河内守に叙されており、支家からは悳輝が丹波守に叙されている。
明治維新後には当初は両家とも士族となった。明治17年（1884年）に華族が五爵制になった際に定められた『叙爵内規』の前の案である『爵位発行順序』所収の『華族令』案の内規（明治11年・12年頃作成）や『授爵規則』（明治12年以降16年頃作成）では万石以上陪臣が男爵に含まれており、両奥村家も男爵候補に挙げられているが、最終的な『叙爵内規』では旧万石以上陪臣は授爵対象外となったためこの段階では両奥村家は士族のままだった。
明治15年・16年頃作成と思われる『三条家文書』所収『旧藩壱万石以上家臣家産・職業・貧富取調書』は、宗家の当時の当主奥村栄滋について所有財産を金禄公債1万6715円、宅地を九畝五歩、職業は無職、貧富景況を相応と記している。支家の当時の当主奥村則友については所有財産を金禄公債1万1785円、宅地439坪5合、職業は無職、貧富景況を相応と記している。
旧万石以上陪臣の叙爵が開始されていた時期である明治33年（1900年）5月9日に宗家の栄滋、支家の則英（則友養子）はともに華族の男爵に叙せられた。宗家の初代男爵栄滋は金沢市長を務めた。その息子栄同の代に宗家の奥村男爵家の邸宅は金沢市上鶴間町にあった。一方、支家の奥村男爵家の邸宅は則映の子内膳の代に大阪府三島郡千里村字片山旭ヶ丘にあった。子孫の健は金沢市内でステーキハウス「男爵」を営む。